# Les Chevaliers cathares
Les Chevaliers cathares est une sculpture monumentale en ciment, réalisée par Jacques Tissinier et installée en 1980 en bordure de l'autoroute des Deux Mers sur le territoire de Narbonne. Elle regroupe trois "chevaliers" en ciment de 13 mètres de haut chacun qui « évoque le souvenir Cathare ». Elle a été acquise en 1982 par Autoroutes du Sud de la France pour un montant de 190 000 francs.
Elle est un exemple connu de ce qui est parfois et péjorativement appelé l'« art autoroutier ».

## Controverse
Son esthétique a parfois été remise en cause. La sculpture est directement à l'origine de la chanson Les Chevaliers cathares de Francis Cabrel (album Quelqu'un de l'intérieur), dans laquelle il [les] évoque qui « pleurent doucement Au bord de l’autoroute » et soupçonne ironiquement l'auteur des plans d'être « du dessus de la Loire ». A.Champagne et Thomas Schlesser indiquent que c'est probablement « la seule chanson existant sur l'art d'autoroute » à destination d'un « pathétique spectacle de trois vagues bunkers en ciment blanc et agrégats de quartz sablé » qui « tutoie le ridicule ».